# Manuel Mendizábal
Manuel Mendizábal Villalba fue un científico, ingeniero agrónomo y político español, nacido el 6 de mayo de 1905 en Zaragoza y fallecido el 19 de octubre de 1996 en Almería, al que se le debe particularmente la introducción de la plasticultura o cultivo bajo plástico y la agricultura intensiva en el sureste de España en general y la provincia almeriense en particular.

## Biografía y labor científica
Terminó sus estudios en la Escuela Superior de Ingenieros Agrónomos de Madrid, entonces llamado Instituto Agronómico, en 1932, y dos años más tarde, en octubre de 1934, llega a Almería, donde ocupó diversos cargos relacionados con su profesión. En 1947 fundó el Instituto de Aclimatación, antecesor de la actual Estación Experimental de Zonas Áridas de la capital almeriense, el cual dirigió hasta 1970. A finales de los años 60, además, participó en la puesta en marcha del Parque de Rescate de la Fauna Sahariana, tras un viaje de investigación ecológica al Sáhara Español. Ejerció asimismo cargos políticos y financieros, como delegado del Ministerio de Agricultura (de 1947 a 1970), presidente de la Diputación de Almería(entre 1940 y 1943), inspector del Banco de Crédito Agrícola o presidente del Comité Español de Plásticos en Agricultura (entre 1968 y 1988).
Entre sus logros científicos está la aplicación del enarenado y el cultivo bajo plástico en la provincia de Almería. Del primero cuenta en una entrevista al diario Ideal que su origen más remoto está en la costa oriental granadina, donde sobre la década de los ochenta del siglo XIX alguien, al parecer, observó cómo la vegetación crecía más rápidamente en los rodales de tierra que quedaban cubiertos por la arena que las hormigas extraían  del suelo al excavar sus hormigueros. Al respecto del invernadero, informa Mendizábal en esa misma entrevista que el antecedente más antiguo en Almería es de 1852, año en que existía junto a la Plaza de Toros un invernadero dedicado a las plantas decorativas. En cualquier caso, fue él quien promovió su aplicación y uso intensivo en el Campo de Dalías. Menos conocido pero igualmente importante fue su trabajo con la uva de Ohanes, de la que experimentalmente llegó a crear cava, la pita (ágave y sisal) o el higo chumbo para su explotación y aprovechamiento.
Miembro del CSIC y del Instituto de Estudios Almerienses, comendador de la Orden Civil del Mérito Agrícola, publicó gran número de obras, impartió innumerables conferencias y realizó viajes de estudios a países como Francia, Italia, Portugal, Países Bajos, Bélgica, Israel o Argentina.
El Instituto de Estudios Almerienses creó un premio científico con su nombre del que él fue el primer laureado. Fallecido en 1996, el IAE editó un libro-homenaje en su honor y tiene una calle dedicada en a capital almeriense.